# Бюджетне право
Бюджетне право — система встановлених державою загальнообов'язкових правових норм, що регулюють майнові та пов'язані з ними немайнові суспільні відносини, які складаються в процесі бюджетної діяльності держави та територіальних громад.
Предмет бюджетного права — відносини, що виникають та існують у процесі утворення, розподілу та перерозподілу державного та місцевих бюджетів і регламентуються нормами фінансового права.
Особливість бюджетно-правового регулювання полягає в тому, що в одних сферах бюджетної діяльності норми бюджетного права безпосередньо і в повному обсязі регулюють ці суспільні відносини, а в інших — тільки встановлюють, зумовлюють фінансові відносини. У результаті цього, предмет бюджетного права складається з двох груп відносин: атрибутивних (виключних) та дотичних (суміжних).
Важливою складовою частиною предмету бюджетного права виступають групи правових відносин, які: регулюють порядок утворення доходів та здійснення видатків бюджетів всіх рівнів; опосередковують бюджетний процес та бюджетний контроль; визначають відповідальність за бюджетні правопорушення. Ці відносини переважають у системі бюджетного права, є його невід'ємним системоутворюючим атрибутом. Вони входять у предмет бюджетного права повністю і максимально ним врегульовані.
Другу групу відносин складають відносини дотичні (суміжні) до атрибутивних. Ці відносини детально регулюються іншими підгалузями чи інститутами фінансового права, створюючи таким чином об'єкти спільного правового регулювання. Дотичні правові відносини регулюються нормами бюджетного права і відповідного фінансово-правового інституту двома способами: або одночасно, узгоджено, або за принципом «ланцюгової реакції», коли норми бюджетного права є загальними, установчими для цих відносин, а норми відповідного фінансово-правового інституту – уточнюючими.

## Бюджетне право України
На відміну від Російської Федерації, відносини з утворення, розподілу та використання публічних позабюджетних фондів — Пенсійного фонду України та Фондів соціального страхування не охоплюються бюджетним правом України, оскільки, відповідно до статті 5 Бюджетного кодексу України, не є складовими частинами бюджетної системи України.